# Малый лесной муравей
Малый лесной муравей, или лесной голоспинный муравей (лат. Formica polyctena) — вид средних по размеру муравьёв рода Formica из подсемейства формицины (Formicinae). Относится к группе рыжих лесных муравьёв, в которую также включают рыжего (Formica rufa), северного (Formica aquilonia) и волосистого (Formica lugubris) лесных муравьёв.

## Распространение
Леса умеренного пояса северной Евразии, где хорошо заметны по своим крупным муравейникам из хвоинок и веточек (до 2 метров в высоту). Вид обнаружен в следующих странах: Австрия, Бельгия, Болгария, Венгрия, Германия, Испания, Италия, Латвия, Литва, Нидерланды, Норвегия, Польша, Россия, Румыния, Сербия, Украина, Финляндия, Франция, Черногория, Чехия, Швейцария, Швеция и др.

## Описание

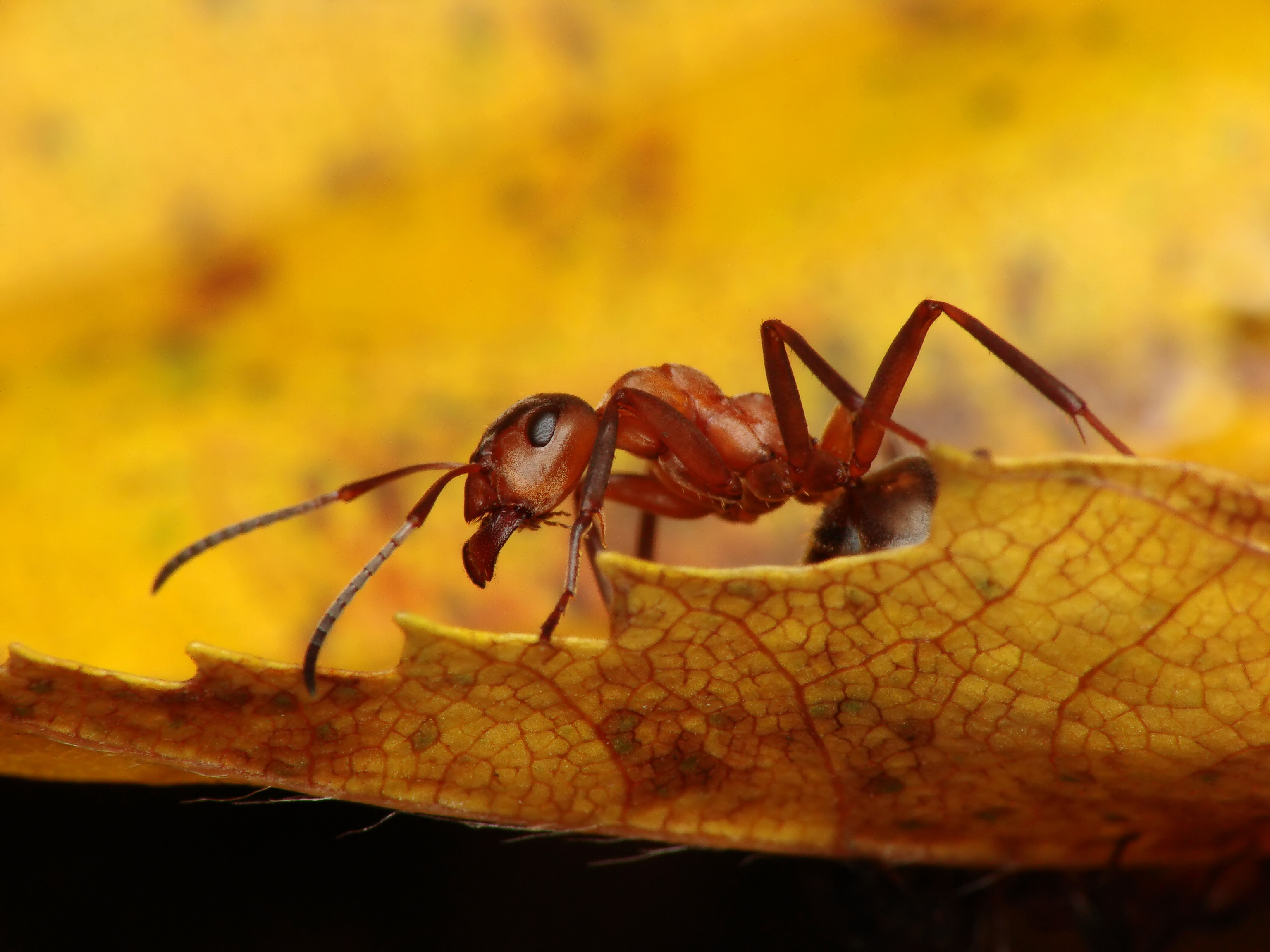
Formica polyctena

Муравьи длиной от 7 до 14 мм, красно-бурого цвета (грудка, стебелёк и щёки рыжевато-красные, брюшко и частично голова чёрные) сходные с рыжими лесными муравьями. Снизу головы отстоящие волоски отсутствуют или есть только прилежащие (у близкого вида Formica rufa там есть несколько пар отстоящих волосков). Сверху на каждом сегменте груди менее 3 пар отстоящих волосков (у F. rufa более 3 пар). Скутум и брюшко самок блестящие (у близкого вида F. polyctena они матовые). Усики рабочих и самок 12-члениковые с длинным первым члеником (скапус), у самцов состоят из 13 сегментов. Передний край наличника без вырезки, округлый. Лобная площадка самок и рабочих блестящая. Затылочный край головы выпуклый, на нём есть только прилежащие волоски (у Formica aquilonia затылок с отстоящими волосками). Половину брюшка занимает кислая ядовитая железа, окружённая мощным мускулистым мешком. При сокращении мышц яд выбрасывается на расстояние до нескольких десятков сантиметров. Стебелёк между грудкой и брюшком состоит из одного членика (петиолюс), несущего вертикальную чешуйку. Огромные муравейники высотой более полутора метров содержат сотни тысяч муравьёв (до миллиона и более). Гнёзда построены из веточек, хвоинок и другого растительного и почвенного материала.
В западной Польше в заброшенном ядерном бункере «Специальный объект 3003 Темплево» (52°27’N; 15°23’E) времен Холодной войны обнаружена необычная «колония» муравьев Formica polyctena, которая состоит только из рабочих особей численностью около миллиона насекомых (без самок и самцов). Муравьи падали туда вниз через вентиляционную шахту длиной 5 м, но выбраться наверх не могли. Обычно, при потере собственной матки, муравьи принимают любую оплодотворённую молодую самку. Но в условиях холодного бункера (температура там в летние месяцы около 10 градусов) яйцекладка будет всё равно невозможна. Поэтому поддержка численности происходит только за счёт материнской надземной колонии. В бункере также обнаружено кладбище более двух миллионов мёртвых муравьёв.

## Генетика
Диплоидный набор хромосом 2n = 52.

## Классификация
Данный вид относится к группе рыжих лесных муравьёв (Formica rufa group), к которой также относят собственно рыжего лесного муравья (Formica rufa), северного (Formica aquilonia Yarrow) и волосистого (Formica lugubris Zetterstedt) лесных муравьёв. В Северной Америке к этой группе относят виды Formica integroides, Formica obscuripes, Formica obscuriventris, Formica ravida.

## Этимология
Латинское название вида polyctena происходит от греческого и буквально означает «много скота», что связано с привычкой вида выращивать тлей для питания медовой росой.

## Красная книга
Малые лесные муравьи включены в «Красный список угрожаемых видов» международной Красной книги Всемирного союза охраны природы в статусе Lower Risk/near threatened (таксоны, близкие к переходу в группу угрожаемых).
Также во многих странах Европы охраняются законом и включены в региональные Красные книги. Включён в список редких животных Владимирской области, в Красную книгу города Москвы, в Красную книгу Челябинской области и в Красную книгу Воронежской области.